# 短柱八角
短柱八角（学名：Illicium brevistylum）是八角茴香科八角属的植物，是中国的特有植物。分布在中国大陆的云南、广东、广西、湖南等地，生长于海拔700米至1,700米的地区，多生于灌丛中、森林中以及岩石上，目前尚未由人工引种栽培。